# Maracayia
Maracayia is een geslacht van vlinders van de familie van de grasmotten (Crambidae), uit de onderfamilie van de Spilomelinae. De wetenschappelijke naam van dit geslacht is voor het eerst voorgesteld door Hans Georg Amsel in een publicatie uit 1956. De soorten binnen dit geslacht komen in Zuid-Amerika voor.

## Soorten
- Maracayia chlorisalis (Walker, 1859)
- Maracayia percludalis (Möschler, 1881)